# Waraksy
Waraksy (biał. Вараксы, Waraksy; ros. Вараксы, Waraksy) – wieś na Białorusi, w obwodzie mińskim, w rejonie stołpeckim, w sielsowiecie Rubieżewicze.

## Historia
W dwudziestoleciu międzywojennym leżały w Polsce, w województwie nowogródzkim, w powiecie stołpeckim, w gminie Rubieżewicze. W 1921 miejscowość liczyła 88 mieszkańców, zamieszkałych w 14 budynkach, wyłącznie Polaków. 86 mieszkańców było wyznania rzymskokatolickiego i 2 prawosławnego. 
Położone były wówczas przy granicy ze Związkiem Sowieckim. W pobliżu znajdowała się strażnica KOP „Waraksy” (później pod nazwą „Lichacze”).
Po II wojnie światowej w granicach Związku Sowieckiego. Od 1991 w niepodległej Białorusi.